# Ochlerotatus
Ochlerotatus és un gènere de dípters nematòcers de la família Culicidae. Fins al 2000 fou classificat com a subgènere dins d’Aedes, però amb els treballs de Reinert, Harbach i Kitching aquest clade fou ascendit a nivell genèric. Encara que aquest fet provocà virtualment el re-anomenament del les espècies d'aquest subgènere, això i molts clades propers dins la tribu dels Aedini aquest clade està patint una revisió fervent de la seva taxonomia i alguns autors encara usen "noms antics" en les publicacions científiques.

## Taxonomia
Ochlerotatus fou inicialment establert com a gènere el 1891, esdevenint un subgènere dins dels aedinins, després dels treballs d'Edwards publicats el 1917, però el 2000 fou restaurat com a gènere per Reinert degut a certs trets morfològics comuns als genitals, i moltes espècies i subgèneres inclosos fins llavors dins del gènere Aedes foren transferits a aquest segons caràcters taxonòmics.
Després d'una forta controvèrsia mundial pel que fa a l'efecte el taxonòmic que aquests canvis provocarien en els noms usats durant dècades en publicacions de caràcter científic i governamental, molts científics i altres afectats pel canvi defensaren continuar usant els anteriors noms. Encara al 2016 s'usaven i acceptaven els anteriors noms a moltes revistes científiques.

## Llista d'espècies
Seguint la proposta de Wilkerson et. al. (2015) de mantenir Ochlerotatus com a subgènere dins del gènere Aedes, les espècies que proposen incloure en aquest clade són:
- Ae. (Och.) aboriginis (Dyar, 1917)
- Ae. (Och.) abserratus (Felt & Young, 1904)
- Ae. (Och.) aculeatus (Theobald, 1903)
- Ae. (Och.) aenigmaticus (Cerqueira & Costa, 1946)
- Ae. (Och.) akkeshiensis (Tanaka, 1998)
- Ae. (Och.) albescens (Edwards, 1921)
- Ae. (Och.) albifasciatus (Macquart, 1838)
- Ae. (Och.) albineus (Séguy, 1923)
- Ae. (Och.) aloponotum (Dyar, 1917)
- Ae. (Och.) ambreensis (Rodhain & Boutonnier, 1983)
- Ae. (Och.) andersoni (Edwards, 1926)
- Ae. (Och.) angustivittatus (Dyar & Knab, 1907)
- Ae. (Och.) annulipes (Meigen, 1830)
- Ae. (Och.) antipodeus (Edwards, 1920)
- Ae. (Och.) atactavittatus (Arnell, 1976)
- Ae. (Och.) atlanticus (Dyar & Knab, 1906)
- Ae. (Och.) auratus (Grabham, 1906)
- Ae. (Och.) aurifer (Coquillett, 1903)
- Ae. (Och.) bancroftianus (Edwards, 1921)
- Ae. (Och.) behningi (Martini, 1926)
- Ae. (Och.) bejaranoi (Martinez, Carcavallo & Prosen, 1960)
- Ae. (Och.) berlandi (Séguy, 1921
- Ae. (Och.) bicristatus (Thurman & Winkler, 1950)
- Ae. (Och.) bimaculatus (Coquillett, 1902)
- Ae. (Och.) biskraensis (Brunhes, 1999)
- Ae. (Och.) bogotanus (Arnell, 1976)
- Ae. (Och.) breedensis (Muspratt, 1953)
- Ae. (Och.) burjaticus (Kuchartshuk, 1973)
- Ae. (Och.) burpengaryensis (Theobald, 1905)
- Ae. (Och.) caballus (Theobald, 1912)
- Ae. (Och.) cacozelus (Marks, 1963
- Ae. (Och.) calcariae (Marks, 1957)
- Ae. (Och.) calumnior (Belkin, Heinemann & Page, 1970
- Ae. (Och.) campestris (Dyar & Knab, 1907
- Ae. (Och.) camptorhynchus (Thomson, 1869)
- Ae. (Och.) canadensis (Theobald, 1901)
- Ae. (Och.) canadensis mathesoni (Middlekauff)
- Ae. (Och.) cantans (Meigen, 1818)
- Ae. (Och.) cantator (Coquillett, 1903)
- Ae. (Och.) caspius (Pallas, 1771)
- Ae. (Och.) caspius hargreavesi (Edwards, 1920)
- Ae. (Och.) caspius meirae (Ribeiro, Ramos, Capela & Pires, 1980)
- Ae. (Och.) cataphylla (Dyar, 1916)
- Ae. (Och.) chelli (Edwards, 1915)
- Ae. (Och.) churchillensis (Ellis & Brust, 1973)
- Ae. (Och.) clelandi (Taylor, 1914)
- Ae. (Och.) clivis (Lanzaro & Eldridge, 1992
- Ae. (Och.) coluzzii (Rioux, Guilvard & Pasteur, 1998)
- Ae. (Och.) comitatus (Arnell, 1976)
- Ae. (Och.) communis (de Geer, 1776)
- Ae. (Och.) condolescens (Dyar & Knab, 1907)
- Ae. (Och.) continentalis (Dobrotworsky, 1960)
- Ae. (Och.) crinifer (Theobald, 1903)
- Ae. (Och.) culiciformis (Theobald, 1905)
- Ae. (Och.) cunabulanus (Edwards, 1924)
- Ae. (Och.) cyprioides (Danilov & Stupin, 1982)
- Ae. (Och.) cyprius (Ludlow, 1920)
- Ae. (Och.) dahlae (Nielsen, 2009)
- Ae. (Och.) decticus (Howard, Dyar & Knab, 1917)
- Ae. (Och.) deficiens (Arnell, 1976)
- Ae. (Och.) detritus (Haliday, 1833)
- Ae. (Och.) diantaeus (Howard, Dyar & Knab, 1913)
- Ae. (Och.) dorsalis (Meigen, 1830)
- Ae. (Och.) dufouri (Hamon, 1953)
- Ae. (Och.) duplex (Martini, 1926)
- Ae. (Och.) dupreei (Coquillett, 1904)
- Ae. (Och.) dzeta (Séguy, 1924)
- Ae. (Och.) edgari (Stone & Rosen, 1952)
- Ae. (Och.) eidsvoldensis (Mackerras, 1927)
- Ae. (Och.) eucephalaeus (Dyar, 1918)
- Ae. (Och.) euedes (Howard, Dyar & Knab, 1913)
- Ae. (Och.) euiris (Dyar, 1922)
- Ae. (Och.) euplocamus (Dyar & Knab, 1906
- Ae. (Och.) excrucians (Walker, 1856)
- Ae. (Och.) explorator (Marks, 1964)
- Ae. (Och.) fitchii (Felt & Young, 1904)
- Ae. (Och.) flavescens (Müller, 1764)
- Ae. (Och.) flavifrons (Skuse, 1889)
- Ae. (Och.) fulvus (Wiedemann, 1828)
- Ae. (Och.) fulvus pallens (Ross, 1943)
- Ae. (Och.) grossbecki (Dyar & Knab, 1906)
- Ae. (Och.) gutzevichi (Dubitsky & Deshevykh, 1978)
- Ae. (Och.) hakusanensis (Yamaguti & Tamaboko, 1954
- Ae. (Och.) harrisoni (Muspratt, 1953)
- Ae. (Och.) hastatus (Dyar, 1922)
- Ae. (Och.) hesperonotius (Marks, 1959)
- Ae. (Och.) hexodontus (Dyar, 1916)
- Ae. (Och.) hodgkini (Marks, 1959)
- Ae. (Och.) hokkaidensis (Tanaka, Mizusawa & Saugstad, 1979)
- Ae. (Och.) hungaricus (Mihalyi, 1955)
- Ae. (Och.) imperfectus (Dobrotworsky, 1962)
- Ae. (Och.) impiger (Walker, 1848)
- Ae. (Och.) impiger daisetsuzanus (Tanaka, Mizusawa & Saugstad, 1979)
- Ae. (Och.) implicatus (Vockeroth, 1954)
- Ae. (Och.) incomptus (Arnell, 1976)
- Ae. (Och.) increpitus (Dyar, 1916)
- Ae. (Och.) inexpectatus (Bonne-‐Wepster, 1948)
- Ae. (Och.) infirmatus (Dyar & Knab, 1906)
- Ae. (Och.) intermedius (Danilov & Gornostaeva, 1987
- Ae. (Och.) intrudens (Dyar, 1919)
- Ae. (Och.) jacobinae (Serafim & Davis, 1933)
- Ae. (Och.) jorgi (Carpintero & Leguizamón, 2000)
- Ae. (Och.) juppi (McIntosh, 1973)
- Ae. (Och.) kasachstanicus (Gutsevich, 1962
- Ae. (Och.) krymmontanus (Alekseev, 1989)
- Ae. (Och.) lasaensis (Meng, 1962)
- Ae. (Och.) lasaensis gyirongensis (Ma, 1982)
- Ae. (Och.) lepidonotus (Edwards, 1920)
- Ae. (Och.) lepidus (Cerqueira & Paraense, 1945)
- Ae. (Och.) leucomelas (Meigen, 1804)
- Ae. (Och.) linesi (Marks, 1964)
- Ae. (Och.) longifilamentus (Su & Zhang, 1988)
- Ae. (Och.) luteifemur (Edwards, 1926
- Ae. (Och.) macintoshi (Marks, 1959)
- Ae. (Och.) martineti (Senevet, 1937)
- Ae. (Och.) mcdonaldi (Belkin, 1962)
- Ae. (Och.) melanimon (Dyar, 1924)
- Ae. (Och.) meprai (Martinez & Prosen, 1953)
- Ae. (Och.) mercurator (Dyar, 1920)
- Ae. (Och.) milleri (Dyar, 1922)
- Ae. (Och.) mitchellae (Dyar, 1905)
- Ae. (Och.) montchadskyi (Dubitsky, 1968)
- Ae. (Och.) multiplex (Theobald, 1903)
- Ae. (Och.) nevadensis (Chapman & Barr, 1964
- Ae. (Och.) nigrinus (Eckstein, 1918)
- Ae. (Och.) nigripes (Zetterstedt, 1838)
- Ae. (Och.) nigrithorax (Macquart, 1847)
- Ae. (Och.) nigrocanus (Martini, 1927)
- Ae. (Och.) nigromaculis (Ludlow, 1906)
- Ae. (Och.) niphadopsis (Dyar & Knab, 1918)
- Ae. (Och.) nivalis (Edwards, 1926
- Ae. (Och.) normanensis (Taylor, 1915)
- Ae. (Och.) nubilus (Theobald, 1903)
- Ae. (Och.) obturbator (Dyar & Knab, 1907)
- Ae. (Och.) oligopistus (Dyar, 1918)
- Ae. (Och.) patersoni (Shannon & del Ponte, 1928)
- Ae. (Och.) pectinatus (Arnell, 1976)
- Ae. (Och.) pennai (Antunes & Lane, 1938)
- Ae. (Och.) perkinsi (Marks, 1949)
- Ae. (Och.) pertinax (Grabham, 1906)
- Ae. (Och.) phaecasiatus (Marks, 1964)
- Ae. (Och.) phaeonotus (Arnell, 1976)
- Ae. (Och.) pionips (Dyar, 1919)
- Ae. (Och.) postspiraculosus (Dobrotworsky, 1961)
- Ae. (Och.) procax (Skuse, 1889)
- Ae. (Och.) provocans (Walker, 1848)
- Ae. (Och.) pseudonormanensis (Marks, 1949)
- Ae. (Och.) pulcritarsis (Róndani, 1872)
- Ae. (Och.) pulcritarsis asiaticus (Edwards, 1926)
- Ae. (Och.) pullatus (Coquillett, 1904)
- Ae. (Och.) punctodes (Dyar, 1922)
- Ae. (Och.) punctor (Kirby, 1837)
- Ae. (Och.) purpuraceus (Brug, 1932)
- Ae. (Och.) purpureifemur (Marks, 1959)
- Ae. (Och.) purpuriventris (Edwards, 1926)
- Ae. (Och.) quasirusticus (Torres Cañamares, 1951)
- Ae. (Och.) ratcliffei (Marks, 1959)
- Ae. (Och.) raymondi (del Ponte, Castro & García, 1951)
- Ae. (Och.) refiki (Medschid, 1928)
- Ae. (Och.) rempeli (Vockeroth, 1954)
- Ae. (Och.) rhyacophilusda (Costa Lima, 1933)
- Ae. (Och.) riparioides (Su & Zhang, 1987)
- Ae. (Och.) riparius (Dyar & Knab, 1907)
- Ae. (Och.) rusticus (Rossi, 1790)
- Ae. (Och.) rusticus subtrichurus (Martini, 1927)
- Ae. (Och.) rusticus trichurus (Dyar, 1904)
- Ae. (Och.) sagax (Skuse, 1889)
- Ae. (Och.) sapiens (Marks, 1964)
- Ae. (Och.) scapularis (Rondani, 1848)
- Ae. (Och.) schizopinax (Dyar, 1929)
- Ae. (Och.) schtakelbergi (Shingarev, 1928)
- Ae. (Och.) scutellalbum (Boshell-‐Manrique, 1939)
- Ae. (Och.) sedaensis (Lei, 1989)
- Ae. (Och.) sergievi (Danilov, Markovich & Proskuryakova, 1978)
- Ae. (Och.) serratus (Theobald, 1901)
- Ae. (Och.) shannoni (Vargas & Downs, 1950
- Ae. (Och.) silvestris (Dobrotworsky, 1961)
- Ae. (Och.) simanini (Gutsevich, 1966)
- Ae. (Och.) sinkiangensis (Hsiao, 1977)
- Ae. (Och.) sollicitans (Walker, 1856)
- Ae. (Och.) spencerii (Theobald, 1901)
- Ae. (Och.) spencerii idahoensis (Theobald, 1903)
- Ae. (Och.) spilotus (Marks, 1963)
- Ae. (Och.) squamiger (Coquillett, 1902)
- Ae. (Och.) sticticus (Meigen, 1838)
- Ae. (Och.) stigmaticus (Edwards, 1922)
- Ae. (Och.) stimulans (Walker, 1848)
- Ae. (Och.) stramineus (Dubitzky, 1970
- Ae. (Och.) stricklandi (Edwards, 1912)
- Ae. (Och.) subalbirostris (Klein & Marks, 1960)
- Ae. (Och.) subdiversus (Martini, 1926)
- Ae. (Och.) surcoufi (Theobald, 1912)
- Ae. (Och.) synchytus (Arnell, 1976)
- Ae. (Och.) taeniorhynchus (Wiedemann, 1821)
- Ae. (Och.) tahoensis (Dyar, 1916)
- Ae. (Och.) thelcter (Dyar, 1918)
- Ae. (Och.) theobaldi (Taylor, 1914)
- Ae. (Och.) thibaulti (Dyar & Knab, 1910)
- Ae. (Och.) tormentor (Dyar & Knab, 1906)
- Ae. (Och.) tortilis (Theobald, 1903)
- Ae. (Och.) trivittatus (Coquillett, 1902)
- Ae. (Och.) turneri (Marks, 1963)
- Ae. (Och.) upatensis (Anduze & Hecht, 1943)
- Ae. (Och.) ventrovittis (Dyar, 1916)
- Ae. (Och.) vigilax (Skuse, 1889)
- Ae. (Och.) vigilax ludlowae (R. Blanchard)
- Ae. (Och.) vigilax vansomerenae (Mattingly)
- Ae. (Och.) vittiger (Skuse, 1889)
- Ae. (Och.) washinoi (Lanzaro & Eldridge, 1992)

Segons una re-classificació publicada per Harbach el juliol 2016, Ochlerotatus , considerat encara com a gènere, inclou les següents espècies. Estan agrupats pels subgèneres proposats en els treballs de Harbach, Kitching i Reinert:
- Subgènere Coetzeemyia:
  - Ochlerotatus fryeri (Theobald, 1912)
- Subgènere Chrysoconops:
  - Ochlerotatus fulvus (Wiedemann, 1828) 
  - Ochlerotatus jorgi (Carpintero & Leguizamón, 2000)
  - Ochlerotatus pennai (Antunes & Lane, 1938)
  - Ochlerotatus stigmaticus (Edwards, 1922)
- Subgènere Culicelsa:
  - Ochlerotatus mitchellae (Dyar, 1905)
  - Ochlerotatus nigromaculis (Ludlow, 1906)
  - Ochlerotatus sollicitans (Walker, 1856)
  - Ochlerotatus taeniorhynchus (Wiedemann, 1821)
- Subgènere Empihals:
  - Ochlerotatus vigilax (Skuse, 1889)
- Subgènere Finlaya:
  - Ochlerotatus gracilelineatus (Bonne-Wepster, 1937)
  - Ochlerotatus keefei (King & Hoogstraal, 1946)
  - Ochlerotatus koreicoides (Sasa, Kano & Hayashi, 1950)
  - Ochlerotatus lauriei (Carter, 1920)
  - Ochlerotatus mallochi (Taylor, 1944)
  - Ochlerotatus monocellatus (Marks, 1948)
  - Ochlerotatus oreophilus Edwards, 1916
  - Ochlerotatus peipingensis (Feng, 1938)
  - Ochlerotatus plagosus (Marks, 1959)
  - Ochlerotatus quasirubithorax (Theobald, 1910)
  - Ochlerotatus roai (Belkin, 1962) Finlaya
  - Ochlerotatus rubiginosus (Belkin, 1962)
  - Ochlerotatus sintoni (Barraud, 1924)
  - Ochlerotatus stanleyi (Peters, 1963) Finlaya
  - Ochlerotatus subauridorsum (Marks, 1948)
  - Ochlerotatus suffusus (Edwards, 1922)
  - Ochlerotatus toxopeusi (Bonne-Wepster, 1948)
  - Ochlerotatus tsiliensis (King & Hoogstraal, 1946)
  - Ochlerotatus versicolor (Barraud, 1924)
  - Ochlerotatus wasselli (Marks, 1947)
- Subgènere Gilesia:
  - Ochlerotatus mcdonaldi (Belkin, 1962)
  - Ochlerotatus purpuraceus (Brug, 1932)
- Subgènere Juppius:
  - Ochlerotatus juppi (McIntosh, 1973)
- Subgènere Lepidokeneon:
  - Ochlerotatus turneri (Marks, 1963)
  - Ochlerotatus spilotus (Marks, 1963)
  - Ochlerotatus stricklandi (Edwards, 1912)
- Subgènere Ochlerotatus:
  - Ochlerotatus euplocamus (Dyar & Knab, 1906) 
  - Ochlerotatus incomptus (Arnell, 1976)
  - Ochlerotatus infirmatus (Dyar & Knab, 1906)
  - Ochlerotatus meprai (Martínez & Prosen, 1953)
  - Ochlerotatus obturbator (Dyar & Knab, 1907)
  - Ochlerotatus patersoni (Shannon & del Ponte, 1928)
  - Ochlerotatus pectinatus (Arnell, 1976)
  - Ochlerotatus phaeonotus (Arnell, 1976)
  - Ochlerotatus raymondi (del Ponte, Castro & Garcia, 1951)
  - Ochlerotatus rhyacophilus (da Costa Lima, 1933)
  - Ochlerotatus scapularis (Rondani, 1848)
  - Ochlerotatus synchytus (Arnell, 1976)
  - Ochlerotatus thelcter (Dyar, 1918)
  - Ochlerotatus tortilis (Theobald, 1903)
  - Ochlerotatus trivittatus (Coquillett, 1902)
- Subgènere Pholeomyia:
  - Ochlerotatus flavifrons (Skuse, 1889)
  - Ochlerotatus purpuriventris (Edwards, 1926)
- Subgènere Protoculex:
  - Ochlerotatus eucephalaeus (Dyar, 1918)
  - Ochlerotatus hastatus (Dyar, 1922)
  - Ochlerotatus nubilus (Theobald, 1903)
  - Ochlerotatus oligopistus (Dyar, 1918)
  - Ochlerotatus pertinax (Grabham, 1906)
  - Ochlerotatus serratus (Theobald, 1901)
  - Ochlerotatus tormentor (Dyar & Knab, 1906)
- Subgènere Protomacleaya:
  - Ochlerotatus gabriel (Schick, 1970)
  - Ochlerotatus galindoi (Schick, 1970)
  - Ochlerotatus hendersoni (Cockerell, 1918)
  - Ochlerotatus heteropus (Dyar, 1921)
  - Ochlerotatus idanus (Schick, 1970)
  - Ochlerotatus impostor (Schick, 1970)
  - Ochlerotatus insolitus (Coquillett, 1906)
  - Ochlerotatus knabi (Coquillett, 1906)
  - Ochlerotatus kompi (Vargas & Downs, 1950)
  - Ochlerotatus metoecopus (Dyar, 1925)
  - Ochlerotatus niveoscutum (Zavortink, 1972)
  - Ochlerotatus podographicus (Dyar & Knab, 1906)
  - Ochlerotatus sandrae (Zavortink, 1972)
  - Ochlerotatus schicki (Zavortink, 1972)
  - Ochlerotatus schroederi (Schick, 1970)
  - Ochlerotatus sumidero (Schick, 1970)
  - Ochlerotatus tehuantepec (Schick, 1970)
  - Ochlerotatus terrens (Walker, 1856)
  - Ochlerotatus thorntoni (Dyar & Knab, 1907)
  - Ochlerotatus triseriatus (Say, 1823)
  - Ochlerotatus vargasi (Schick, 1970)
  - Ochlerotatus zavortinki (Schick, 1970)
  - Ochlerotatus zoosophus (Dyar & Knab, 1918)
- Subgènere Pseudoskusea:
  - Ochlerotatus multiplex (Theobald, 1903)
  - Ochlerotatus postspiraculosus (Dobrotworsky, 1961)
- Subgènere Rusticoidus:
  - Ochlerotatus krymmontanus (Alekseev, 1989)
  - Ochlerotatus lepidonotus (Edwards, 1920
  - Ochlerotatus provocans (Walker, 1848)
  - Ochlerotatus quasirusticus (Torres Cañamares, 1951)
  - Ochlerotatus refiki (Medschid, 1928)
  - Ochlerotatus rusticus (Rossi, 1790)
  - Ochlerotatus subdiversus (Martini, 1926)
- Subgènere Woodius:
  - Ochlerotatus intrudens (Dyar, 1919)
- Incertae sedis:
  - Ochlerotatus euedes (Howard, Dyar & Knab, 1913)
  - Ochlerotatus euiris (Dyar, 1922)
  - Ochlerotatus excrucians (Walker, 1856)
  - Ochlerotatus explorator (Marks, 1964)
  - Ochlerotatus fitchii (Felt & Young, 1904)
  - Ochlerotatus flavescens (Müller, 1764)
  - Ochlerotatus grossbecki (Dyar & Knab, 1906)
  - Ochlerotatus gutzevichi (Dubitsky & Deshevykh, 1978)
  - Ochlerotatus hakusanensis (Yamaguti & Tamaboko, 1954)
  - Ochlerotatus harrisoni (Muspratt, 1953)
  - Ochlerotatus hesperonotius (Marks, 1959)
  - Ochlerotatus hexodontus (Dyar, 1916)
  - Ochlerotatus hodgkini (Marks, 1959)
  - Ochlerotatus hokkaidensis (Tanaka, Mizusawa & Saugstad, 1979)
  - Ochlerotatus homoeopus (Dyar, 1922)
  - Ochlerotatus hungaricus (Mihályi, 1955)
  - Ochlerotatus imperfectus (Dobrotworsky, 1962)
  - Ochlerotatus impiger (Walker, 1848)
  - Ochlerotatus implicatus (Vockeroth, 1954)
  - Ochlerotatus increpitus (Dyar, 1916)
  - Ochlerotatus inexpectatus (Bonne-Wepster, 1948)
  - Ochlerotatus intermedius (Danilov & Gornostaeva, 1987)
  - Ochlerotatus jacobinae (Serafim & Davis, 1933)
  - Ochlerotatus kasachstanicus (Gutsevich, 1962)
  - Ochlerotatus lasaensis (Meng, 1962)
  - Ochlerotatus lepidus (Cerqueira & Paraense, 1945)
  - Ochlerotatus leucomelas (Meigen, 1804)
  - Ochlerotatus linesi (Marks, 1964)
  - Ochlerotatus longifilamentus (Su & Zhang, 1988)
  - Ochlerotatus luteifemur (Edwards, 1926)
  - Ochlerotatus macintoshi (Marks, 1959)
  - Ochlerotatus martineti (Senevet, 1937)
  - Ochlerotatus melanimon (Dyar, 1924)
  - Ochlerotatus mercurator (Dyar, 1920)
  - Ochlerotatus milleri (Dyar, 1922)
  - Ochlerotatus montchadskyi (Dubitsky, 1968)
  - Ochlerotatus nevadensis (Chapman & Barr, 1964)
  - Ochlerotatus nigrinus (Eckstein, 1918)
  - Ochlerotatus nigripes (Zetterstedt, 1838)
  - Ochlerotatus nigrithorax (Macquart, 1847)
  - Ochlerotatus nigrocanus (Martini, 1927)
  - Ochlerotatus niphadopsis (Dyar & Knab, 1918)
  - Ochlerotatus nivalis (Edwards, 1926)
  - Ochlerotatus normanensis (Taylor, 1915)
  - Ochlerotatus perkinsi (Marks, 1949)
  - Ochlerotatus phaecasiatus (Marks, 1964)
  - Ochlerotatus pionips (Dyar, 1919)
  - Ochlerotatus procax (Skuse, 1889)
  - Ochlerotatus pseudonormanensis (Marks, 1949)
  - Ochlerotatus pulcritarsis (Rondani, 1872)
  - Ochlerotatus pullatus (Coquillett, 1904)
  - Ochlerotatus punctodes (Dyar, 1922)
  - Ochlerotatus punctor (Kirby, 1837)
  - Ochlerotatus purpureifemur (Marks, 1959)
  - Ochlerotatus ratcliffei (Marks, 1959)
  - Ochlerotatus rempeli (Vockeroth, 1954)
  - Ochlerotatus riparioides (Su & Zhang, 1987)
  - Ochlerotatus riparius (Dyar & Knab, 1907)
  - Ochlerotatus sagax (Skuse, 1889)
  - Ochlerotatus sapiens (Marks, 1964)
  - Ochlerotatus schizopinax (Dyar, 1929)
  - Ochlerotatus schtakelbergi (Shingarev, 1928)
  - Ochlerotatus scutellalbum (Boshell-Manrique, 1939)
  - Ochlerotatus sedaensis (Lei, 1989)
  - Ochlerotatus sergievi (Danilov, Markovich & Proskuryakova, 1978)
  - Ochlerotatus shannoni (Vargas & Downs, 1950)
  - Ochlerotatus silvestris (Dobrotworsky, 1961)
  - Ochlerotatus simanini (Gutsevich, 1966)
  - Ochlerotatus sinkiangensis (Hsiao, 1977)
  - Ochlerotatus spencerii (Theobald, 1901)
  - Ochlerotatus squamiger (Coquillett, 1902)
  - Ochlerotatus sticticus (Meigen, 1838)
  - Ochlerotatus stimulans (Walker, 1848)
  - Ochlerotatus stramineus (Dubitzky, 1970)
  - Ochlerotatus subalbirostris (Klein & Marks, 1960)
  - Ochlerotatus surcoufi (Theobald, 1912)
  - Ochlerotatus tahoensis (Dyar, 1916)
  - Ochlerotatus theobaldi (Taylor, 1914)
  - Ochlerotatus thibaulti (Dyar & Knab, 1910)
  - Ochlerotatus upatensis (Anduze & Hecht, 1943)
  - Ochlerotatus ventrovittis (Dyar, 1916)
  - Ochlerotatus vittiger (Skuse, 1889)
  - Ochlerotatus washinoi (Lanzaro & Eldridge, 1992)